# ماركوس فيلاند
ماركوس فيلاند (بالألمانية: Markus Wieland)‏ هو لاعب هوكي الجليد ألماني، ولد في 26 مايو 1976 في تيغرنزيه في ألمانيا.

## وصلات خارجية
- ماركوس فيلاند على موقع EliteProspects.com (الإنجليزية)
- ماركوس فيلاند على موقع Eurohockey.com (الإنجليزية)
- ماركوس فيلاند على موقع HockeyDB.com (الإنجليزية)
- ماركوس فيلاند على موقع أوليمبيديا (الإنجليزية)